# Arocatus
Arocatus (лат.) — род клопов из семейства наземников.

## Описание
Клопы с удлинённым телом, которое покрыто прилежащими или стоячими волосками. Голова за глазами немного выпуклая. Щиток с Т-образным килем. Передние голени без щипов.

## Виды
В род включены 19 видов.
Arocatus aenescens Stal, 1874
Arocatus chiasmus Slater Alex, 1985
Arocatus elengantulus Tsai & Rédei, 2017
Arocatus fastosus Slater Alex, 1985
Arocatus longicephalus Slater, 1972
Arocatus longiceps Stal, 1872
Arocatus melanocephalus (Fabricius, 1798)
Arocatus melanostoma 
Arocatus montanus Slater Alex, 1985
Arocatus nanus (Breddin, 1900)
Arocatus nicobarensis (Mayr, 1865)
Arocatus pilosulus Distant, 1879
Arocatus pseudosericans Gao, Kondorosy & Bu, 2013
Arocatus roeselii (Schilling, 1829)
Arocatus rubromarginatus (Distant, 1920)
Arocatus rufipes Stal, 1872
Arocatus rusticus (Stal, 1867)
Arocatus sericans (Stal, 1859)
Arocatus suboeneus Montandon, 1893

## Распространение
Встречается Палеарктике, Афротропике, Ориентальной области и Австралии.